# 今津秀邦
今津 秀邦（いまづ ひでくに、1968年 - ）は、日本の映画監督・写真家である。日本映画撮影監督協会会員。

## 経歴
1968年、北海道旭川市に生まれる。Kodak/CAPA誌主催のコンテストで高校生グランプリを受賞（高校2年時）。日本映画学校卒業。

## 作品

### 映画
- 生きとし生けるもの（2017）監督・撮影他
- 知床の冒険（2020）監督・撮影他 (短編)
- THE LIMIT（2020）監督・撮影他 (短編)
- 旭山動物園物語 ペンギンが空をとぶ（2009）動物撮影
- じんじん（2013）スチール撮影

### テレビ番組用撮影（共同）
- 日本列島四季物語（テレビ朝日）、ワイルドライフ（NHK）、世界遺産（TBS）
- シロクマ園長命の事件簿（TV東京）他

### 写真
- 旭山動物園ポスター[5]、パンフレット（2003年度〜現在）
- 写真提供はTIME誌など多数[5]

### 主な受賞
- 日本映画撮影監督協会JSC賞（2017 生きとし生けるもの）[6]
- インド・レイン国際自然映画祭（2019 生きとし生けるもの）
- 門真国際映画祭大阪府知事賞（2018 生きとし生けるもの）
- Kodak/CAPA主催 全国高校生フォトコンテストグランプリ（1986）